# Break My Stride
«Break My Stride»  —en español: Rompe mi paso— es una canción de  reggae/new wave  coescrita e interpretada por el músico estadounidense Matthew Wilder, lanzado como el primer sencillo de su álbum debut I Don't Speak The Language, el 5 de agosto de 1983. Fue un gran éxito en 1983 y 1984, alcanzando el número cinco en el Billboard Hot 100 y el número dos en el Cash Box Top 100.
La canción ha sido interpretada por muchos artistas a lo largo de los años, incluyendo una versión en español de 1994 titulada "No te preocupes" de la banda argentina El Símbolo, las versiones de Unique II en 1996, Bluelagoon en 2004 y en las interpolaciones de Puff Daddy en 1997 con su éxito "Can't Nobody Hold Me Down" y Christina Aguilera con Lil' Kim en 2003.

## Lista de canciones

#### Sencillo 7" - Epic A-3908[1]
A "Break My Stride" — 3:05
B "Break My Stride" (instrumental) — 3:05
En Estados Unidos llegó al número cinco en el Billboard Hot 100 en diciembre de 1983. En la lista Cash Box Top 100 alcanzó la posición número dos, donde permaneció durante dos semanas a principios de febrero de 1984. Una versión remix alcanzó el top 20 en las Dance Charts, y llegó a las listas Billboard Hot Black Singles durante cuatro semanas. En el Reino Unido alcanzó el número cuatro de la UK Singles Chart en enero de 1984. También apareció en el puesto número 39, en VH1's Greatest One-Hit Wonders of the 80's, una colección de cinco episodios parte de la serie de VH1 The Greatest, en 2002.

## Posicinamiento en listas
| Listas (1983-1984)                     | Máxima posición |
| -------------------------------------- | --------------- |
| Alemania (Offizielle Deutsche Charts)  | 7               |
| Austria (Ö3 Austria Top 40)            | 8               |
| Bélgica (Flandes) (Ultratop 50)        | 3               |
| Estados Unidos (Billboard Hot 100)     | 5               |
| Estados Unidos (Adult Contemporary)    | 4               |
| Estados Unidos (Hot R&B/Hip-Hop Songs) | 76              |
| Estados Unidos (Hot Dance Club Songs)  | 17              |
| Estados Unidos (Cash Box Top 100)      | 2               |
| Finlandia (OFC)                        | 18              |
| Irlanda (IRMA)                         | 3               |
| Nueva Zelanda (Recorded Music NZ)      | 3               |
| Noruega (VG-lista)                     | 1               |
| Países Bajos (Mega Single Top 100)     | 5               |
| Reino Unido (UK Singles Chart)         | 4               |
| Suecia (Sverigetopplistan)             | 14              |
| Suiza (Schweizer Hitparade)            | 22              |

## Certificaciones
| País        | Certificación | Fecha | Ventas certificadas |
| ----------- | ------------- | ----- | ------------------- |
| Reino Unido | Platino       | 1983  | 600,000             |

| Predecesor: They Don't Know de Tracey Ullman | Sencillos #1 en la VG-lista junio-agosto de 1984 (3 semanas) | Sucesor: My Oh My de Slade |

## Versión de Unique II
En 1996, el dúo austríaco Unique II tuvo su mayor éxito, versionando "Break My Stride". Esta versión de la canción de Matthew Wilder fue el primer éxito internacional de la banda, entrando en las listas australianas en el número 2, y en Nueva Zelanda, en el número 1. El sencillo también llegó a las listas de éxitos en Italia, Canadá y Escandinavia.

### Lista de canciones
Maxi CD
1. "Break My Stride" (FM track) — 3:16
2. "Break My Stride" (prolongation) — 4:57
3. "Break My Stride" (native track) — 5:14

Maxi CD - The remixes
1. "Break my Stride" (Marc McCan Edit) 5:38
2. "Break my Stride" (Next Level Edit) 4:37
3. "Break my Stride" (Radio Edit) 3:16

Maxi CD - remix de 2002
1. "Break My Stride" (re-work 2002 - panamericana radio edit) — 2:50
2. "Break My Stride" (re-work 2002 - extended version) — 4:57
3. "Break My Stride" (re-work 2002 - big club mix) — 4:20
4. "Break My Stride" (re-work 2002 - original) — 3:16

### Posicionamiento en listas
| Lista (1996–1997)                 | Máxima posición |
| --------------------------------- | --------------- |
| Australia (ARIA)                  | 2               |
| Austria (Ö3 Austria Top 40)       | 1               |
| Nueva Zelanda (Recorded Music NZ) | 1               |

| Lista (1996)            | Posición |
| ----------------------- | -------- |
| Australia Singles Chart | 10       |
| Austria Singles Chart   | 5        |

### Certificationes
| País      | Certificación | Fecha                   | Ventas certificadas |
| --------- | ------------- | ----------------------- | ------------------- |
| Australia | Platino       | 1997                    | 70,000              |
| Austria   | Platino       | 18 de noviembre de 1996 | 30,000              |

| Predecesor: Killing Me Softly with His Song de Fugees | Singles #1 en la Ö3 Austria Top 40 8 de septiembre de 1996 (1 semana) 22 de septiembre de 1996- 27 de octubre de 1996 (6 semanas) | Sucesor: Killing Me Softly with His Song de Fugees How Bizarre de OMC |

| Predecesor: Lovefool de The Cardigans Cold Rock a Party de MC Lyte | Singles #1 en la Recorded Music NZ 16 de marzo de 1997 (1 semana) 30 de marzo de 1997 (1 semana) | Sucesor: Cold Rock a Party de MC Lyte |

## Versión de Bluelagoon
En 2004, "Break My Stride" fue versionada por la banda alemana Bluelagoon y se convirtió en un éxito en varios países europeos, entre ellos Austria, Alemania, Suecia y Dinamarca, donde alcanzó la lista de los diez más populares.

### Lista de canciones
Sencillo en CD
1. "Break My Stride" (radio edit) — 3:04
2. "Break My Stride" (extended version) — 5:10
3. "Love Is the Key" — 3:27

Maxi CD
1. "Break My Stride" (radio edit) — 3:01
2. "Break My Stride" (extended version) — 5:08
3. "Love Is the Key" — 3:26
4. "Break My Stride" (a cappella reprise) — 1:05
5. "Break My Stride" (video)

### Posicionamiento en listas
| Listas (2004–2005)                          | Máxima posición |
| ------------------------------------------- | --------------- |
| Alemania (Offizielle Deutsche Charts)       | 2               |
| Austria (Ö3 Austria Top 40)                 | 6               |
| Bélgica (Flandes) (Ultratop 50)             | 49              |
| Bélgica (Valonia) (Ultratip Bubbling Under) | 1               |
| Dinamarca (Tracklisten)                     | 10              |
| Francia (SNEP)                              | 18              |
| Países Bajos (Mega Single Top 100)          | 45              |
| Suecia (Sverigetopplistan)                  | 4               |
| Suiza (Schweizer Hitparade)                 | 15              |

| Listas de fin de año (2004) | Posición |
| --------------------------- | -------- |
| Austria Singles Chart       | 75       |
| Alemania Singles Chart      | 16       |

| País            | Certificación | Fecha | Ventas  |
| --------------- | ------------- | ----- | ------- |
| Alemania (BVMI) | Oro           | 2004  | 250 000 |

## Versión de El Símbolo
En 1994 la banda argentina El Símbolo lanzó su primer sencillo con una versión de este tema, titulada en castellano "No te preocupes", incluida en su álbum debut El Símbolo, el cual, llegó a los primeros puestos de las radios nacionales aquel año.

### Lista de canciones
Sencillo en CD
1. "No Te Preocupes" — 3:57
2. "No Te Preocupes"  (Original Mix) — 3:55

Maxi CD
1. "No Te Preocupes" (Album Version 2005) — 3:56
2. "No Te Preocupes" (Mc Chinois Ultraggatón Rmx) — 5:13
3. "No Te Preocupes" (Mc Chinois Reposition Rmx) — 4:44
4. "Megamix De Éxitos" (Radio Edit) — :10
5. "Megamix De Éxitos" — 5:00

## En la cultura popular
La canción sirve como música de créditos finales para la película de 2011 Cedar Rapids.